# Bahnstrecke Krnov–Głuchołazy
| Bahnhof Krnov 2001 |                      |                                          |                                          |
| Kursbuchstrecke (SŽ): | 292                  |                                          |                                          |
| Streckenlänge: | 37,698 km            |                                          |                                          |
| Spurweite: | 1435 mm (Normalspur) |                                          |                                          |
| Streckengeschwindigkeit: | 80 km/h              |                                          |                                          |
| |                      |                                          |                                          |
| \| \| \| von Olomouc (vorm. MSCB) \| \| \| \| -0,779 \| Krnov früher Jägerndorf \| Krnov früher Jägerndorf \| \| \| \| nach Opava východ (vorm. MSCB) \| \| \| \| \| nach Głubczyce (vorm. MSCB) \| \| \| \| \| Krnov-Chomýž früher Komeise \| \| \| \| 4,930 \| Krásné Loučky früher Kohlbach \| Krásné Loučky früher Kohlbach \| \| \| 7,073 \| Linhartovy früher Geppersdorf \| Linhartovy früher Geppersdorf \| \| \| 11,613 \| Město Albrechtice früher Olbersdorf \| Město Albrechtice früher Olbersdorf \| \| \| 15,261 \| Třemešná ve Slezsku früher Röwersdorf \| Třemešná ve Slezsku früher Röwersdorf \| \| \| \| nach Osoblaha \| \| \| \| 21,645 \| Jindřichov ve Slezsku früher Hennersdorf \| Jindřichov ve Slezsku früher Hennersdorf \| \| \| 25,694 11,225 \| Staatsgrenze Tschechien–Polen \| Staatsgrenze Tschechien–Polen \| \| \| 8,256 \| Pokrzywna früher Wildgrund \| Pokrzywna früher Wildgrund \| \| \| \| von Hanušovice und von Głuchołazy Zdrój \| \| \| \| 0,000 \| Głuchołazy früher Ziegenhals Hbf \| Głuchołazy früher Ziegenhals Hbf \| \| \| \| nach Nowy Świętów \| \| |                      |                                          |                                          |
| Strecke |                      | von Olomouc (vorm. MSCB)                 | von Olomouc (vorm. MSCB)                 |
| Bahnhof | -0,779               | Krnov früher Jägerndorf                  | Krnov früher Jägerndorf                  |
| Abzweig geradeaus und nach rechts |                      | nach Opava východ (vorm. MSCB)           | nach Opava východ (vorm. MSCB)           |
| Abzweig geradeaus und ehemals nach rechts |                      | nach Głubczyce (vorm. MSCB)              | nach Głubczyce (vorm. MSCB)              |
| ehemaliger Haltepunkt / Haltestelle |                      | Krnov-Chomýž früher Komeise              | Krnov-Chomýž früher Komeise              |
| Haltepunkt / Haltestelle | 4,930                | Krásné Loučky früher Kohlbach            | Krásné Loučky früher Kohlbach            |
| Haltepunkt / Haltestelle | 7,073                | Linhartovy früher Geppersdorf            | Linhartovy früher Geppersdorf            |
| Bahnhof | 11,613               | Město Albrechtice früher Olbersdorf      | Město Albrechtice früher Olbersdorf      |
| Bahnhof | 15,261               | Třemešná ve Slezsku früher Röwersdorf    | Třemešná ve Slezsku früher Röwersdorf    |
| Abzweig geradeaus und nach rechts |                      | nach Osoblaha                            | nach Osoblaha                            |
| Bahnhof | 21,645               | Jindřichov ve Slezsku früher Hennersdorf | Jindřichov ve Slezsku früher Hennersdorf |
| Grenze | 25,694 11,225        | Staatsgrenze Tschechien–Polen            | Staatsgrenze Tschechien–Polen            |
| ehemaliger Bahnhof | 8,256                | Pokrzywna früher Wildgrund               | Pokrzywna früher Wildgrund               |
| Abzweig geradeaus und von links |                      | von Hanušovice und von Głuchołazy Zdrój  | von Hanušovice und von Głuchołazy Zdrój  |
| Bahnhof | 0,000                | Głuchołazy früher Ziegenhals Hbf         | Głuchołazy früher Ziegenhals Hbf         |
| Strecke |                      | nach Nowy Świętów                        | nach Nowy Świętów                        |

Die Bahnstrecke Krnov–Głuchołazy ist eine eingleisige Hauptbahn in Tschechien und Polen, die ursprünglich durch die k.k. privilegierte Mährisch-Schlesische Centralbahn (MSCB) erbaut und betrieben wurde. Sie verläuft in nordwestlicher Richtung parallel zur tschechisch-polnischen Grenze von Krnov (Jägerndorf) nach Głuchołazy (Ziegenhals).

## Geschichte
Am 21. April 1870 erhielt die MSCB die Konzession für ihre Hauptstrecke von Olmütz über Jägerndorf zur Landesgrenze bei Leobschütz. Teil dieser Konzession war auch der Bau mehrerer abzweigender Nebenstrecken. Genehmigt wurden Linien nach Olbersdorf mit eventueller Weiterführung ins preußische Neisse, nach Troppau, Römerstadt und Würbenthal.
Am 1. Oktober 1872 wurde die konzessionierte Strecke von Olmütz über Jägerndorf bis Hennersdorf zunächst provisorisch für den Güterverkehr eröffnet. Der Reiseverkehr wurde kurz darauf – am 15. Oktober 1872 – aufgenommen. Die Inbetriebnahme des grenzüberschreitenden Abschnitts Hennersdorf–Ziegenhals erfolgte am 1. Dezember 1875.
Zum 1. Januar 1895 wurde die MSCB verstaatlicht. Eigentümer und Betreiber waren jetzt die k.k. Staatsbahnen (kkStB). Der Fahrplan 1918 verzeichnete drei Personenzugpaare in der Relation Jägerndorf–Olmütz über Mährisch Schönberg, die wie heute auch über Ziegenhals in Richtung Freiwaldau und Hannsdorf geführt waren.
Nach dem Ersten Weltkrieg ging die Strecke an die neu gegründeten Tschechoslowakischen Staatsbahnen (ČSD) über.
Nach der Angliederung des Sudetenlandes an Deutschland im Herbst 1938 kam die Strecke zur Deutschen Reichsbahn, Reichsbahndirektion Oppeln. Im Reichskursbuch war die Verbindung als Teil der KBS 151 Brieg–Neisse–Jägerndorf–Schönbrunn-Witkowitz enthalten.
Nach dem Ende des Zweiten Weltkriegs kam der tschechoslowakische Streckenabschnitt wieder zu den ČSD, der in Schlesien gelegene Abschnitt wurde hingegen Teil des Streckennetzes der Polnischen Staatsbahnen (PKP). Der grenzüberschreitende Verkehr wurde nicht wieder aufgenommen, allerdings verkehrten wiederum ČSD-Züge im Privilegierten Durchgangsverkehr in der Relation Krnov–Jesenik über polnisches Territorium. Wegen des Richtungswechsels hatten alle Züge in Głuchołazy einen Betriebshalt zum Umsetzen der Lokomotive, ein Ein- oder Ausstieg von Reisenden war bis 2006 nicht gestattet. 
Am 1. Januar 1993 ging die Strecke im Zuge der Auflösung der Tschechoslowakei an die neu gegründeten České dráhy (ČD) über. 
Heute wird die Strecke nur noch von den Reisezügen der České dráhy in Richtung Jesenik befahren. Die über lange Jahre hinweg den Verkehr dominierenden direkten Schnellzüge (rychlík) im Vierstundentakt in der Relation Ostrava-Svinov–Jeseník wurden eingestellt und durch Eilzüge (Sp) der Relation Krnov-Jeseník in gleicher Taktung ersetzt. In Krnov besteht allerdings Anschluss zu den Schnellzügen Olomouc-Krnov-Opava-Ostrava. Hinzu kommen Personenzüge, die den Fahrplan im Abschnitt zwischen Krnov und Jindřichov ve Slezsku verdichten und zusätzlich die von den Eilzügen nur durchfahrenen Zwischenhalte Krásné Loučky und Linhartovy bedienen. Sämtliche Züge werden mittlerweile durch die Baureihe 810 oder deren modernisierte Version, der Baureihe 814 „Regionova“ gefahren. 